# Okkultizmus
Az okkultizmus (a ’titkos, rejtett’ jelentésű latin occultus szóból) gyűjtőfogalom az ezoterikus, paranormális vagy természetfeletti jelenségek, gyakorlatok és ideológiai rendszerek széles skálájára, amelyek az emberben, a térben és természetben rejlő rejtett és ismeretlen erőkre és jelenségekre vonatkoznak. Szűkebb értelemben a 19. században keletkezett megjelölés arra a világszemléletre, amely rejtett hatóerőktől szerzett titkos tudásra hivatkozik.
Olyan jelenségekkel való elméleti és gyakorlati foglalkozást jelent, amelyek a természeti világ és az emberi lét titkos és a tudomány által megközelíthetetlen oldalához tartoznak és természetfelettinek tűnnek, mivel az eddig megismert fizikai-természeti törvények alapján nem igazolhatók.
Az ezoterikus tudás titkos és rejtett hagyományait jelöli, a természetfeletti erőkkel és a szellemvilággal kapcsolatos ismeretek összefoglaló elnevezése ez,- amely magában foglalja az ezoterikus nézetek, kultuszok és varázsló-jósló praktikák teljességét. Edward Tylor antropológus 1871-es kiadású Primitive Culture című könyvében az "okkult tudomány" kifejezést a mágia szinonimájaként használta.
Az okkultista ismeretek azon az elgondoláson alapulnak, hogy a világ osztatlan és oszthatatlan egység, amelyben minden dolog kapcsolatban áll egymással, de eme célszerű és szükségszerű kapcsolatok természete nem írható le az érzékszervekkel tapasztalt fizikai világ tér- és időbeli kategóriáival. Ezek szerint a kézzelfogható világon túli dimenziók megismerése egy magasabb rendű tudáshoz vezet el, s a beavatottak számára egy tökéletesebb, teljesebb létállapotot nyit meg, akik ezáltal képesek a titkos természetfeletti erőket mozgásba hozni és céljaiknak megfelelően irányítani. Több, a mágiával rokon praktika sorolható ide, egyebek mellett a rossztól való védelem, a szerencsét hozó segítség vagy a természetfeletti hatalmakkal való kommunikáció, illetve ezek irányítása.
Míg a parapszichológia tudományos komolysággal kutat ismeretlen jelenségeket, az okkultizmus esetében olyan – a valóság egészére irányuló – spekulatív elméletekről van szó, amelyek valamiféle kozmikus folyamatot véve értelmezik az egyes emberek életét és ahhoz akarják segíteni őt, hogy megtalálja önmagát.
A 21. századra az okkult kifejezést általánosan használják – köztük az ezotéria akadémikusai is – a 19. század közepén kialakult ezoterikus áramlatok és azok leszármazottjaira utalva. Gyakran használják az olyan ezoterikus hagyományok kategorizálására, mint  a spiritizmus, a teozófia, az antropozófia, az Arany Hajnal Hermetikus Rendje vagy a New Age. Számos okkult elem köszön vissza a modern ezoterikában.
A teozófia az okkult jelenségeket és a titokzatos dolgok ismeretét természeten kívüli erőktől származtatja. E titokzatos erők és tanítások birtokába isteni megvilágosítás révén juthat az ember meghatározott gyakorlatok végzése után. Hasonló tanokat hirdet az antropozófia is.
A spiritualisták azt tartják, hogy csak szellemi valóság van, az anyag csak látszat és az is rossz. Aki megveti az anyagot, azon úrrá válnak a szellem törvényei, amelyek merőben másak a fizika törvényeinél. A szellemvilág törvénye alatt állók sokkal többre képesek, mint az átlagemberek, akik kénytelenek a látszólagos anyag megkötöttségét elviselni.
Az okkultizmus azzal az igénnyel lép fel, hogy a valóságnak erről a régiójáról biztos ismeretei vannak, kapcsolatot tart fenn vele és befolyásolni tudja. Az okkultizmus azon ágazatai, amelyek tudományos jellegűnek tartják elméleteiket, az áltudományok közé tartoznak. Fontos megjegyezni, hogy ez egy szubjektív értékelés, és egyesek az okkultizmust olyan spirituális vagy metafizikai gyakorlatnak tekintik, amelyek túlmutatnak a tudományos magyarázaton.
Azok, amelyek a szellemvilággal keresnek kapcsolatot, kultusznak tekinthetők.
Az okkultizmus jelenségeit, aszerint, hogy a fizika vagy a pszichológia törvényeit látszanak megkerülni, fizikai vagy pszichikai jelenségeknek nevezik. Okkult fizikai jelenség az asztaltáncoltatás, a materializáció, a telekinézis, okkult pszichikai jelenség a szellemválaszok. Okkultistának az tartja magát, aki állítása szerint ismeri a titokzatos erőket, azokat képes felhasználni, tisztánlátó, képes belelátni a múltba, a jövőbe vagy távol végbemenő eseményekbe, ért például a jósláshoz (asztrológia, tarot, tenyérjóslás stb.) vagy az energiagyógyászathoz, sőt akaratával képes meggyógyítani vagy akár megrontani embereket, vagyis járatos az okkult tudományokban.

## Etimológia
A nemzetközi szó a latin occultus (= rejtett, titkos) szóból származik.
A "philosophia occulta" ("titkos filozófia") kifejezést először Agrippa von Nettesheim használta a 16. században, az "okkultizmus" kifejezést pedig 1856-ban Éliphas Lévi vezette be széles körben.

## Története

### Ókor
A nyugati gondolkodás hagyományosan pejoratív értelemben kezeli az okkultizmus fogalmát, noha gyökerei az ókori műveltségbe nyúlnak vissza. Egyiptomot és Mezopotámiát a mágia és az okkultizmus bölcsői közé sorolhatjuk. Az ókori Görögországban az okkultizmus megnyilatkozási formáit az elsősorban Püthagoraszhoz kötődő preszokratikus iskolához és a platóni hagyományokhoz köthetjük, de rokoníthatóak az okkultizmussal a különféle misztériumvallások, a hellenisztikus mágia és alkímia, valamint a zsidó kabbala is.
A zsidó vallás már a Krisztus előtt sok évszázaddal korábban keletkezett mózesi könyvekben tiltotta az okkultizmus különböző formáit: Ne akadjon közted senki, aki fiát vagy lányát arra készteti, hogy tűzön menjen át; aki jövendőmondásra, varázslásra, csillagjóslásra vagy boszorkányságra adja magát; aki bűbájosságot űz, szellemet vagy lelket kérdez; aki halottat idéz. Mindezt ugyanis utálja az Úr, s az effajta vétkekért törli el azokat a nemzeteket utadból. 
A természetfölötti képességeket birtokló római filozófusok talán legtiszteletreméltóbbja a 3. századi Plótinosz volt. Egyik tanítványa öngyilkosságon törte a fejét. Plótinosz, bár közelében sem volt, megérezte a szándékát, és még éppen idejében érkezve megakadályozta a fiút tettének elkövetésében. Azt állította, hogy az ilyenfajta képességek természetesek, és csak az emberben rejlő erőket kell igénybe vennie.

### Kereszténység
Bizonyos értelemben minden vallás kidolgozta saját nézetét a természetfeletti erőkről. A kereszténység a természetfeletti eseményeket Istennek, a szenteknek és Jézusnak tulajdonította. A sátán fogalma hasznosnak tűnt a kereszténység számára. Ha ugyanis létezik egy nagy hatalmú gonosz erő, lehetővé válik mindazon szellemi megnyilvánulás negatív megítélése, amelyekkel a kereszténység nem értett egyet azon bizonyíthatatlan alapállásból kiindulva: nem a jótól, hanem a gonosztól erednek. Ezért sátán sugallta többek közt a pogány jóslatokat is.
A kereszténység kezdetén is vannak nyomai a "pogányságban" mágiának, a halottidézésnek és a vele összekötött bűbájosságnak. Erre mutat szent Pálnak a galatabeliekhez intézett tanítása, hogy a varázslás, a bálványozás és bűbájolás azon vétkek közé tartoznak, melyek Isten országából kizárnak s azért óvja
ezektől a keresztényeket.
A korai kereszténység nem mindegyik papja ismerte el, hogy valamennyi nem keresztény pszichikai erő ördögi. Szent Ágoston az álmokat pszichikai üzenetek hasznos közvetítőinek tartotta. Szerinte némely ember gondolatolvasási vagy pszichikai utazási képességgel rendelkezik, és ezek nem szükségszerűen gonoszak. Azt mondta: Az égi ómenek "nem a természettel ellentétesek, hanem azzal, amit nem tudunk a természetről". 
A középkorban a katolikus egyház a boszorkányságot és a mágiát a pogányság továbbélésének, illetve az ördög befolyásának tartotta és üldözte. Számtalanszor ítélték el boszorkányként a természetfölötti jelenségek előidézőit, de legalább annyiszor szentként is ünnepelték őket.

### Késő középkor, újkor

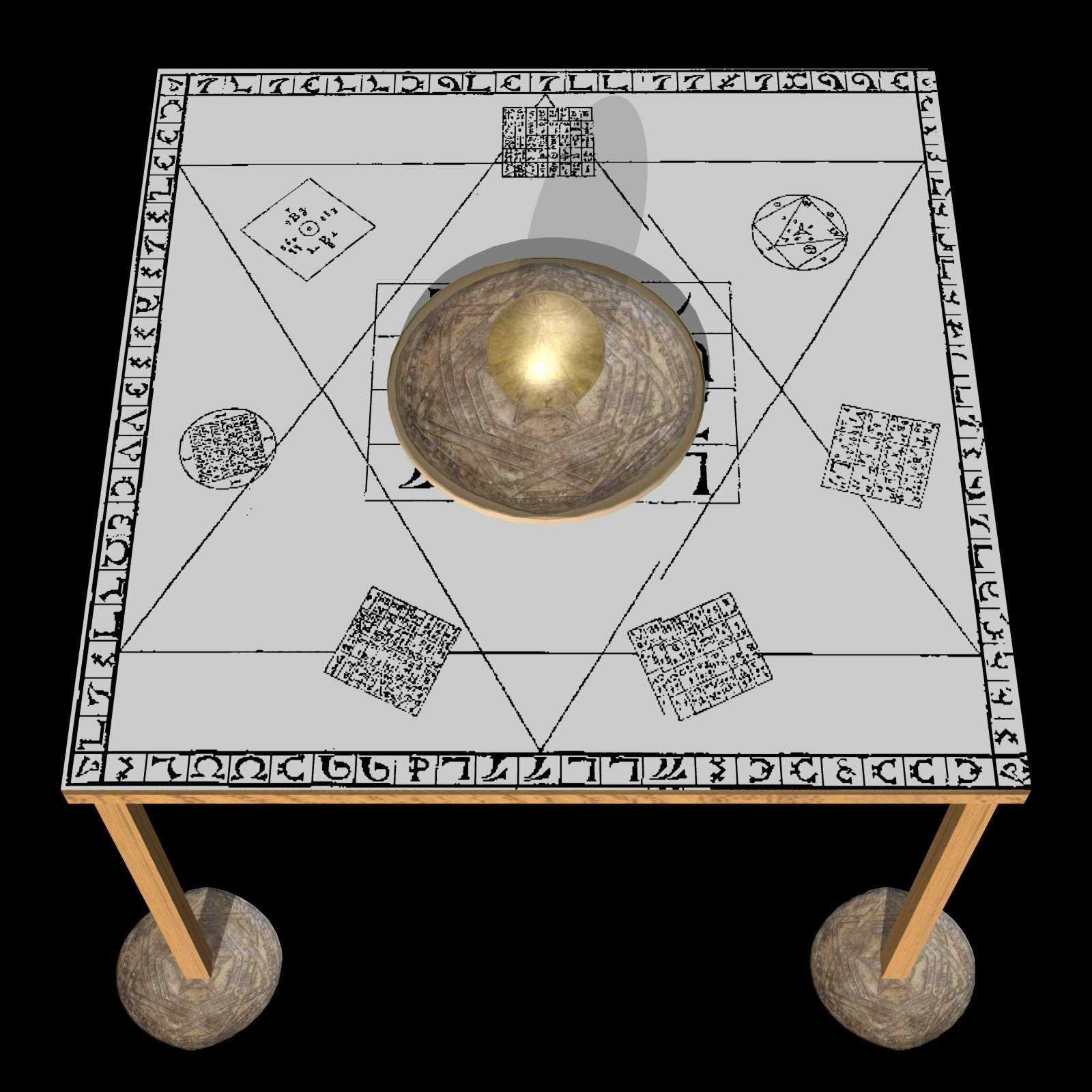
John Dee „szent asztala”

A humanizmus és a reneszánsz idején újabb virágkorát élte a miszticizmus és az okkultizmus.
A középkori és újkori neoplatonisták az ókori görög filozófiát a zsidó misztikával és a keresztény tanokkal ötvözve alkották meg okkultista tanaikat (C. Agrippa, Paracelsus, John Dee, Eliphas Lévi).
Cornelius Agrippa 1531-ben kiadott művében („De Occulta Philosophia”) megkísérelte a természetfölöttiről vagy a mágiáról addig ismert tudásanyag rendszerezését, fontolóra véve annak kapcsolatát a valláshoz. Arra a következtetésre jutott, hogy az anyag világát egy szellemi világ tartja egyensúlyban. A szellem betölt minden élőt és élettelent; különösen érzékeny emberek képesek láthatóvá tenni. Ezért szereznek például tudomást távolban lejátszódó eseményekről is. 
Ebben az időben élt Nostradamus is, minden idők egyik leghíresebb látnoka. Valamilyen okból jóslatait négysoros versekbe foglalta, roppant ködös és nehezen érthető formában. Nostradamus nem hagyott hátra beszámolót jövendöléseiről. Csupán kortársa, John Dee jegyzett fel néhány részletet. Dee szerint a világ tele van szellemekkel, és számtalan módon felvehető velük a kapcsolat: tükör, inga, kristálygömb segítségével, álmok vagy virrasztás alatti látomások útján. 
Dee szerint néhány ember születésétől fogva birtokolja a természetfölöttinek nevezett képességet, amely "nem azonos a mágusok varázslatával, mert különleges és tudományos értékű." A római katolikus egyház a boszorkánysággal tartotta egyenértékűnek. Még Dee életében máglyára küldött egy dominikánus barátot, Giordano Brunot, aki hangot adott annak a felfogásának, hogy a mágia természetes jelenség, amellyel mindenkinek rendelkeznie kell. 
Az újkorban – részben Roger Bacon, Giordano Bruno és Emanuel Swedenborg filozófiai alapvetéseiből kiindulva – olyan okkultista irányzatok jelentek meg, mint a rózsakeresztes mozgalom, a szabadkőművesség, Saint Germain gróf teozófiai rendszere vagy Alessandro Cagliostro miszticizmusa.

### Modern kor
Neves modern kori képviselője volt Helena Blavatsky, aki az 1877-ben kiadott Leleplezett Ízisz című munkájában az okkultizmus és a metafizika rejtelmeibe kalauzolta az olvasóit. A mű nagy hatást gyakorolt többek közt Rudolf Steinerre is. Blavatsky, Annie Besant és Sinnett hosszabb időn át Indiában éltek és onnan "táplálták" a Nyugatot írásaikkal.
A 19. században közepe óta megszámlálhatatlan okkultista irányzat és iskola látott napvilágot és egyes új vallási mozgalmak eszmerendszerére szintén hatott az okkultizmus, összefüggésben a keleti tanok nyugati térhódításával, majd a 20. század második felében megjelenő New Age mozgalommal. Ezek irányzatok mindegyike megegyezik abban, hogy az okkult jelenségeket bizonyítottaknak tartja és természeten kívüli vagy természetfeletti eredetre vezeti vissza azokat. Eltérnek azonban az okkult irányzatok a jelenségek természetfeletti eredetének közelebbi meghatározásában. 
Napjainkban az USA-ban reneszánszát éli az okkultizmus és a boszorkányság. A Pew Research Center felmérése alapján tíz amerikai felnőttből nagyjából hat elfogad a New Age hitek közül legalább egyet. Például tízből négyen hisznek az ESP-ben és abban, hogy spirituális energia (szellemi erő) létezhet a fizikai tárgyakban.
A modern korban a tisztánlátók feltételezett képességeit világszerte felhasználták a bűnügyek felderítésére, mind a magánügyfelek megbízása révén, mind a rendőrséggel való közvetlen együttműködés során. Magyarországon Farkas Helga ügyét Uri Geller parafenomén próbálta megoldani.

## A tudomány szemszögéből
A köznyelvben az okkult a "paranormális dolgok" ismeretére utal, szemben a "mérhető tudással", amelyet általában tudománynak neveznek.
A tudomány hívei az okkultizmus különféle ágait gyakran csalásnak tartják, mivel nem bizonyított, hogy léteznek-e olyan természetfeletti vagy természeten kívüli erők, amelyek befolyásolják az emberi életet és az okkult jelenségek ellentmondanak a modern tudományos világképnek. Ide sorolható a Szkeptikus Társaság tagjainak nézete is.
Ugyanakkor a hipnózist is az okkult áltudományok közé sorolták, egész a 20. század közepéig. Ma már tudományosan bizonyított, nem az okkultizmus kategóriájába sorolt, elismert orvosi és pszichológiai módszer.
A mai egyetemi kutatás eltávolodott a hagyományos okkultizmus eszmei nézeteitől, de kísérleti módszerekkel folytatnak parapszichológiai kutatásokat. A telepátiáról a brit Nobel-díjas fizikus, Brian D. Josephson a 21. század elején úgy nyilatkozott, hogy "a hagyományos tudomány által máig még nem értett folyamat".
A fejlett nyugati országokban több egyetemi laboratórium foglalkozik a kvantumfizika olyan határterületeivel, ahol a korábbi, tudományos határterületnek számító dolgok után kutatnak és olyan kérdésekre keresik a választ, amelyek eddig az okkultizmus világába tartoztak.

### Művek magyarul
A témában íródott, magyar nyelvű művek szelektált listája.

#### 1945 előtt
- Madary Károly: Okkult gondolat és megismerés; Kultúra, Budapest, 1922 (Az okkultizmus könyvei)
- Tordai Vilmos: Okkult elemek a magyarság életében; Kultúra, Budapest, 1923 (Az okkultizmus könyvei)
- Wolkenberg Alajos: Az okkultizmus és spiritizmus múltja és jelene; Szt. István Társulat, Budapest, 1923 (Szent István könyvek)
- Völgyesi Ferenc: Csoda vagy természeti törvény? Az okkultizmus, kondicionalizmus és hipnózis-pszichológia jelentősége a kultúra fejlődésében; Jókai Ny., Budapest, 1924 (Lélek és természettudomány)
- Richard Baerwald: Okkultizmus és spiritizmus a természettudomány megvilágításában; ford. Fülöp Zsigmond; Natura, Budapest, 1926
- T. K. Oesterreich: Az okkultizmus és a modern világkép; ford. N. Gyenizse Antónia; Franklin, Budapest, 1927 (Ember és természet)
- Bodnár László: Az okkultizmus bölcselete, 1-2.; Neuwald Ny., Budapest, 1929–1937
- Trikál József: Az okkultizmus bölcseleti szempontból; Stephaneum Ny., Budapest, 1931
- Spesz Sándor: Okkultizmus és csoda. A tudomány és a hit egymáshoz való viszonyának egyik problémája; Universum, Kassa, 1933 (Új Élet könyvei)
- Dévai Stefánia: A primitív gondolkodás és modern okkultizmus; Kultúra Ny., Pécs, 1937. (Specimina dissertationum Facultatis Philosophicae Regiae Hungaricae Universitatis Elisabethinae Quinqueecclesiensis)
- Chengery Pap Elemér: Új látóhatárok felé. Metapszichikai kísérleteim, apport-, telekinetikus és más okkult jelenségek, tanulmányok; bev. C. Blacher, előszó Strém István; szerzői, Budapest, 1938
- Szirmai Kornél: Okkultisták – médiumok, tagadók – csalók; Pszichikai Kutatás Szemináriuma, Budapest, 1941 (Pszichikai Kutatás Szemináriumának kis könyvtára)
- Szörényi Tivadar: Okkultizmus és hiszteria; Diószegi, Budapest, 1941

#### 1945–1990
- Giesl Albert: Mi az okkultizmus? Vallás és okkultizmus. A művelt ember kézikönyve, a kereskedők útmutatója; Kókai, Budapest, 1947
- Tordai Vilmos: Okkult elemek a magyarság életében; Kaláka, Lyndhurst, 1976 (Kaláka Kiadóvállalat kiadványai. Magyarságismeret)
- Kurt Seligmann: Mágia és okkultizmus az európai gondolkodásban; utószó Szőnyi György Endre, ford. Greskovits Endre; Gondolat, Budapest, 1987

#### 1991-től
- Alexander C. Rae: Az okkultizmus; ford. és átdolg. Nikowitz Oszkár, Dávid Csaba; Solaris, Budapest, 1991 (Blöff kalauz)
- Helena Blavatsky: Gyakorlati okkultizmus; ford. Reicher László; Magyar Teozófiai Társulat, Budapest, 1992
- Ulrich Bäumer: Csak a lelkedet akarjuk! A rockzene világa és az okkultizmus: adalékok, tények, a háttér; Primo, Bp., 1993
- Nevill Drury: A miszticizmus és az ezoterikus tanok lexikona; ford. Magdus Rita; Ferenczy, Budapest, 1994
- Rafael Gómez Pérez: Az okkultizmus inváziója; ford. Semsey Viktória; Christianus–OMC, Budapest–Bécs, 1995
- Oswald Wirth: A szabadkőművesség okkult szimbólumai; ford. Kutor Tünde; Édesvíz, Budapest, 1998
- Szőnyi György Endre: Exaltatio és hatalom. Keresztény mágia és okkult szimbolizmus egy angol mágus műveiben; JATEPress, Szeged, 1998 (Ikonológia és műértelmezés)
- Paracelsus: Okkult filozófia; ford. Ladányi Lóránd; Hermit, Miskolc, 2001
- Mircea Eliade: Okkultizmus, boszorkányság és kulturális divatok. Összehasonlító vallástörténeti tanulmányok; ford. Benedek Mihály; Osiris, Budapest, 2002 (Osiris könyvtár. Vallástörténet)
- Géczi Zoltán: Mágia és okkultizmus a III. Birodalomban; Vagabund, Kecskemét, 2003
- Az okkult az orosz és a szovjet kultúrában; szerk. Bernice Glatzer Rosenthal, ford. Soproni András et al.; Európa, Budapest, 2004
- L. Menyhért László: Okkult tudományok kézikönyve; Urbis, Budapest, 2004
- Herbert Silberer: Okkult és alkímiai szimbólumok; előszó Popper Péter, ford. Simon Lajos; Hermit, Miskolc, 2004
- Grillot de Givry: Boszorkányság, mágia és alkímia. A titkos tudományok könyve; ford. Vajtho Lilian, Kássa László; Hermit, Miskolc, 2004
- Helge Stadelmann: Az okkultizmus, okkult jelenségek. Lényege és megjelenési formái a Szentírás szerint; Evangéliumi, Budapest, 2005
- Palásti Gábor: A misztika hagyománya és az okkult áramlatok az európai romantikában; Szaktudás, Budapest, 2007
- Király József: Spiritizmus és okkultizmus; szerk. Szilágyi Vilmos; Athenaeum 2000, Budapest, 2007 (Emberi tényező)
- Papus (Gérard  Encausse): Ezotéria, okkultizmus. Bevezetés az okkult tudományokba; Hermit, Onga, 2008 (Esoteria sacra)
- Margaret Alice Murray: A boszorkányok istene; ford. Tamás Csaba; Fraternitas Mercurii Hermetis, Onga, 2012
- A fekete mágiától a talizmánokig; Fraternitas Mercurii Hermetis, Onga, 2021
- Pierre Piobb: Az ősök magas mágiája. Az okkult tudományok elmélete és gyakorlata; ford. Kecskés Anita; Hermit, Miskolc, 2021
- Sepharial: Az okkultizmus kézikönyve; Fraternitas Mercurii Hermetis, Onga, 2021
- Grimoirium verum avagy Az igaz varázskönyv; ford. Tamás Csaba; Fraternitas Mercurii Hermetis, Onga, 2022